# Lichtenau (Westfalen)
Lichtenau település Németországban, azon belül Észak-Rajna-Vesztfália tartományban. Lakosainak száma 10 940 fő (2023. december 31.). Lichtenau Bad Wünnenberg, Borchen, Paderborn, Altenbeken, Bad Driburg, Willebadessen, Warburg és Marsberg községekkel határos.

## Népesség
A település népességének változása:
| Lakosok száma | 8412 | 10 528 | 10 577 | 10 632 | 10 685 | 10 867 | 10 940 |
|               | 1975 | 2014   | 2017   | 2019   | 2021   | 2022   | 2023   |